# Rosa Herrera Montenegro
Rosa Herrera Montenegro (Jerez de la Frontera, 1891-1977) fue una investigadora, docente y farmacéutica española.

## Trayectoria
Hija del abogado José Eleuterio Herrera que en 1883 había defendido a uno de los acusados en el juicio contra la asociación anarquista La Mano Negra de Jerez, Juan galán Rodríguez, cursó el bachillerato como alumna no oficial del Instituto cardenal Cisneros de Madrid y lo terminó en 1915 con la calificación global de sobresaliente en Letras y aprobado en Ciencias. Se licenció en Farmacia y en Ciencias Naturales.
En 1917 entró en la Residencia de Señoritas y en 1918 María de Maeztu la nombró profesora aspirante para el Magisterio Secundario en el área de matemáticas del Instituto Escuela al tiempo que compartía la secretaría junto a Victoria Kent y Adela Gómez. En octubre de 1920 empezó a trabajar como auxiliar en el Laboratorio de Química de la Residencia, creado por Mary Louise Foster, de quien tomaría su nombre  y permaneció hasta 1923, año en el que la Junta para la Ampliación de Estudios (JAE) le encargó su dirección.
En junio de 1929 consiguió una beca de la JAE para ampliar estudios sobre la enseñanza de la Química. Durante este tiempo estuvo adscrita al Imperial College of Science and Technology en Londres visitando numerosos laboratorios, de la Universidad de Cambridge y de la Universidad de Oxford entre otros. En París, Berna y Ginebra siguió su formación. Estos cursos se centraron, sobre todo, en la inspección química de los alimentos y su análisis.
Al terminar su beca regresó regresó a Madrid donde siguió al frente del laboratorio y de la secretaria del instituto Escuela hasta 1933 en que abandonó ambos cargos por una reorganización del Instituto-Escuela. Abrió una Farmacia en la calle Francisco Silvela de Madrid, que permaneció cerrada durante los años de la guerra civil y en 1945 volvió a abrirse.
En 1933 llegó a Alcázar de San Juan como catedrática de Historia Natural y Agricultura, un año después sería vicesecretaria y terminaría siendo directora. Fue profesora también en Lérida y Figueras durante la guerra civil. Huyó de España a pie, con una treintena de niños de entre cuatro a siete años llegando al campo de refugiados de Villefranche-de-Rouergue. Allí solicitó ayuda a Susan Huntington contándole las condiciones en las que estaban.
Se le incoó “expediente de responsabilidades políticas” aunque en 1945 pudo volver a su farmacia; sin embargo, no volvió a ejercer la docencia ni la investigación.
Murió en Madrid en 1977.